# Церковь Воскресения Христова (Советск)
Католическая церковь Воскресения Христова — приходская церковь в Советске, одна из достопримечательностей города.

## История
На месте современной католической церкви Воскресения Христа когда-то стоял другой храм — Вознесения Марии, построенный в готическом стиле из красного кирпича в Тильзите на Фабрикштрассе (улица Искры) в 1843—1851 годах.
В 1888 году была построена высокая башня, в 1926 году церковь была реконструирована. После Второй Мировой войны здание церкви было частично разрушено, но башня сохранилась. Основное здание церкви было сильно повреждено в результате бомбардировок 1944 года. До конца 1950-х годов в здании церкви находился пункт приемы утильсырья. Железную ограду кирхи использовали в качестве забора вокруг школы № 1.

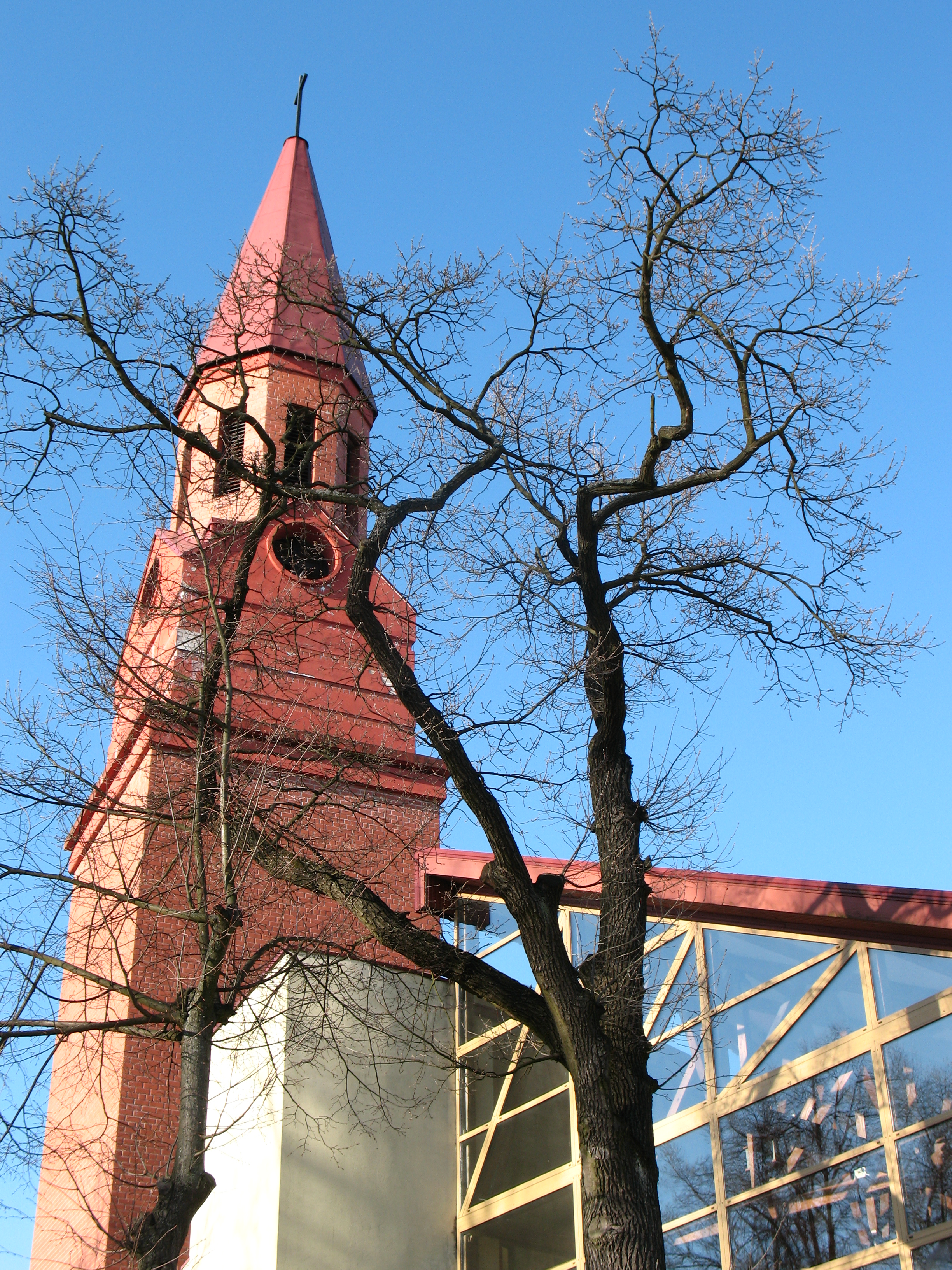
Католическая церковь

В 1960—1970 гг. церковь активно разбирали на кирпич. Башня простояла до 1983 г., затем была взорвана.
В 1992 году территория церкви была передана католической общине Советска, в 1993 году на старом фундаменте по проекту литовских архитекторов Гедеминоса Юрявичуса и Стасиса Юшка благодаря энтузиазму священника Анупраса Гауронскаса, который в 1991 году был назначен архиепископом Тадеушем Кондрусевичем на должность настоятеля прихода Воскресения Христа в Советске, а также местных католиков, было начато возведение нового здания католического храма.
Церковь Воскресения Христа была торжественно освящена 20 августа 2000 года.

## Описание
Церковь представляет собой светло-желтое здание, выстроенное вокруг высокой башни из красного кирпича. Внутри находится просторный зал для молитв, на скамейках для прихожан — мягкие подушечки, молитвословы. Вместо богато украшенного алтаря — расписанная стена и амвон, на которым читают Святое Писание и проповеди для прихожан. В приходе проводят службы и на русском, и на литовском языках. Настоятель прихода свящ. Анупрас Гауронскас.